# Gustav Bergmann
Gustav Bergmann (Vienna, 4 maggio 1906 – Iowa City, 21 aprile 1987) è stato un filosofo e matematico austriaco naturalizzato statunitense, membro del circolo di Vienna.

## Biografia
Nacque in una famiglia ebraica di Vienna, allora parte dell'Impero austro-ungarico, figlio del commerciante Fritz Bergmann e della moglie Therese Pollack. Studiò matematica all'università di Vienna, ed ebbe come relatore Walther Mayer. Entrò a far parte del circolo di Vienna, rimanendovi fino all'Anschluss nel 1938.
Tra il 1930 e il 1931 si trasferì a Berlino per assistere Albert Einstein, ma l'ascesa del nazismo lo costrinse a rientrare in Austria. Costretto infine a fuggire negli Stati Uniti per le sue origini ebraiche, ottenne una cattedra all'università dell'Iowa grazie alla raccomandazione di Herbert Feigl, dove insegnò filosofia per il resto della sua carriera senza più tornare in Europa. La prima moglie Anna Golwig, provata dal trauma dell'esilio, impazzì e venne internata in manicomio poco dopo l'arrivo negli Stati Uniti; nel 1943 si risposò quindi con l'americana Leola Nelson, ottenendo la cittadinanza l'anno successivo.
Sotto la direzione di Bergmann il dipartimento di filosofia dell'università dell'Iowa divenne uno dei più importanti degli Stati Uniti. Andò in pensione nel 1974, continuando tuttavia a tenere occasionalmente dei corsi. Morì nel 1987.

## Pensiero
A Bergmann si deve il concetto di svolta linguistica, termine da lui stesso coniato. Fu inoltre critico del positivismo logico (a cui inizialmente invece aderiva al tempo del circolo di Vienna), sostenendo piuttosto la scuola di pensiero realista.
L'attività accademica di Bergmann si era concentrata sulla matematica e sulla topologia nel periodo europeo, mentre nel periodo americano si assestò sulla filosofia e sulla metafisica. La svolta di Bergmann lo allontanò dal resto del circolo di Vienna, soprattutto dopo la pubblicazione di Metaphysics of logical positivism nel 1954, considerato incompatibile con gli insegnamenti del circolo. A differenza dello scientismo dei colleghi, Bergmann riteneva necessaria la formazione di un "linguaggio ideale" con cui riformulare quello consueto per ottenere la completa indipendenza dal contesto, potendo così affrontare più agevolmente i problemi filosofici.

## Opere
- (DE) Zur Axiomatik der Elementargeometrie, 1929.
- (EN) Remarks on realism, 1946.
- (EN) Metaphysics of logical positivism, 1954.
- (EN) Philosophy of science, 1958.
- (EN) Meaning and existence, 1960.
- (EN) Logic and reality, 1964.